# Salim al-Bishri
Salim al-Bishri, (en arabe : سَلِيم ٱلْبِشْرِي) aussi appelé Salim al-Bishri al-Maliki né en 1832 à Mahallat Bishr (Beheira) et mort en 1916 au Caire est un cheikh et un religieux sunnite égyptien qui est l'un des grands imams de l'université al-Azhar. Il est l'un des six grands imams à avoir obtenu ce poste à deux reprises, une fois entre 1899 et 1903 et une autre fois entre 1909 et sa mort. 
Érudit malékite important de sa génération d'étudiants à l'université al-Azhar, il devient ensuite cheikh des malékites de l'université avant d'être nommé grand imam de l'université. Il s'intéresse particulièrement aux hadiths, des recueils de paroles et d'actes de Mahomet. En tant que cheikh de l'université al-Azhar conservateur, il entreprend cependant des modernisations et des réformes au sein de l'institution, notamment l'importante réforme de 1911 puis entre en opposition avec les musulmans salafistes et les musulmans libéraux.
Il démissionne la première fois après un conflit avec l'État égyptien sur l'organisation d'al-Azhar. Lors de son deuxième mandat, il lance une fatwa condamnant le massacre des Chrétiens et des Arméniens lors des massacres d'Adana. 
Il meurt en 1916 au Caire. 

## Nom
Son nom complet est Salim bin Abi Farraj bin Salim bin Abi Farraj al-Bishri.

## Biographie

### Origines et jeunesse
Salim al-Bishri naît en 1832 à Mahallat Bishr (Beheira). Il est issu d'une famille aisée. Après la mort de son père, alors qu'il n'a que sept ans, il commence à apprendre le Coran par coeur et devient un hafiz. Lorsqu'il atteint neuf ans, il déménage avec sa famille au Caire où il se rend à la mosquée Sayyidah Zainab la nuit et assiste à des cours à l'université al-Azhar le jour. Il étudie sous différents enseignants, y compris les cheikhs al-Alish, al-Khanani et Ibrahim al-Bajuri. Son oncle est nommé dirigeant d'une caravane de pèlerins pour le compte de l'Égypte sous Mohamed Saïd Pacha, et il entreprend alors le Hajj.

### Imam et professeur
Il reçoit ce qui correspond au diplôme de l'université d'al-Azhar à l'époque et est aussitôt nommé imam, tout d'abord dans la mosquée Inal ; puis imam et prédicateur dans la mosquée Zayn al-'Abidin, une mosquée du Caire. Il poursuit ensuite à la mosquée Sayyidah Zainab, puis est nommé enseignant malékite à l'université al-Azhar, où il enseigne, entre autres, au cheikh Muhammad Arafa, au cheikh Muhammad Rashid et au cheikh Al-Basiouni Al-Bayaani,. Il se distingue alors comme un érudit musulman des hadiths, qui sont son sujet de prédilection.
Alors qu'il est encore responsable de la mosquée Sayyidah Zainab, il refuse une rénovation de l'édifice qui déplacerait la tombe de Sayyidah Zainab et après avoir confronté l'architecte, parvient à maintenir l'édifice dans l'état précédent. Il devient aussi à cette époque un mufti respecté.

### Grand imam d'al-Azhar
Il est ensuite nommé à la tête des malékites de l'université d'al-Azhar comme cheikh et obtient un poste au sein du Conseil d'al-Azhar par Hassûnah An-Nawâwî (1895-1899), le grand imam de l'époque. Après sa mort et un interrègne de quelques mois, il prend sa suite et devient grand imam de l'université al-Azhar. Il est le premier dirigeant malékite de l'institution depuis 175 ans.
Il s'oppose aux positions théologiques de Mohamed Abduh, le fondateur du mouvement réformiste égyptien et de Djemâl ad-Dîn al-Afghâni, l'un des fondateurs du panislamisme mais est attaqué par les salafistes, qui l'accusent de ne pas enseigner correctement les hadiths. Dans ce cadre, il s'oppose à la réforme de l'université proposée par Mohamed Abduh,. Il accepte toutefois certaines de ses propositions juridiques qu'il juge légitimes, comme une simplification de la procédure de divorce pour les femmes.

Il démissionne une première fois à cause d'un conflit l'opposant au Khédive d'Égypte, Abbas II Hilmi, à qui il refuse le droit de nommer un cheikh au sein de l'université. Il démissionne ensuite. Il reprend son rôle sous Boutros Ghali après avoir négocié une augmentation pour les enseignants. Il adopte ensuite une position médiane entre le pouvoir égyptien et l'indépendance de l'université al-Azhar. Il accepte de prendre des réformes dans le cas où elles permettent d'améliorer l'université. En 1909, il prend une fatwa sur la question des massacres de chrétiens, et intervient au sujet des massacres d'Adana en condamnant les responsables,,,:
Ô musulmans, soyez fidèles à votre religion et méfiez-vous de commettre des actes interdits par Allah dans son livre et la Sunna de son prophète, et méfiez-vous de désobéir à Allah, ce qui suscite sa colère et son indignation. En vérité, Allah vous a imposé des responsabilités et a ordonné que vous soyez obligés d'accorder certains droits à ceux avec lesquels vous êtes lié contractuellement et à ceux qui vous ont confié leur sécurité et à ceux qui vivent parmi vous, les Juifs et les Chrétiens (ahl al-dhima). Cela inclut le fait que vous agissiez avec justice envers eux comme ils ont agi avec justice envers vous, que vous les protégiez de ce dont vous vous protégez ainsi que vos proches, que vous les fortifiez avec votre force et votre puissance, et que vous protégiez leurs maisons, monastères et églises de la même manière dont vous protégez vos mosquées et vos lieux de culte. Et, par Allah, quiconque transgresse les femmes, les assassine et les opprime a véritablement violé l’alliance établie par Allah Tout-Puissant et violé ses obligations divinement ordonnées.
En 1911, il fait une réforme importante au sein de l'université al-Azhar, qui, entre autres, instaure le Conseil suprême de l'université al-Azhar,.  Il discute aussi avec des figures chiites, comme Abd el-Hussein Charafeddine al-Musawi, avec qui il entretient une relation épistolaire,.

### Mort
Il meurt en 1916 au Caire.